# Java OpenGL
Java OpenGL (JOGL) はJavaプラットフォーム上でOpenGLを使った3DCGソフトウェアを作成するための、オープンソースライブラリである。
JOGLではC言語で使えるOpenGLのほぼ全ての機能をJNIによりJavaで直接使えるようにしている。JNIのソースコードは同開発元のライブラリGlueGenによって自動的に生成されていて、C言語と大差ない感覚で使えるが、Java 3DなどのJavaライブラリほどローレベルなAPIを隠さず、オブジェクト指向に沿った構造ではない。そのため、低オーバヘッドによる高速な実行が期待できるほか、C言語のコードをほぼそのままJavaへ移行できるが、代わりにソースコードは単調で長くなる傾向にある。
JOGLにはOpenGLのAPIの他に、既存のGUIライブラリ (AWT/Swing/SWT) でOpenGLによってレンダーされた画像を表示させるためのクラスや、単体でOpenGLウインドウを表示するためのクラス (NEWT) なども含まれている。
元々はJSR-231のリファレンス実装としてKenneth Bradley RussellとChristopher John Kline、そしてのちにサン・マイクロシステムズによって開発された。だがOpenGLのバージョンアップに伴うAPIの変化に、OpenGL 1.xのみに対応しているJSR-231とオラクルのJDKのバイナリコードライセンスによって規格以上の機能は足せない都合上、JOGL 2.0よりほぼ同一ながら標準規格に沿わない独自のAPIを有している。またその関係でパッケージの名前空間もバージョン2.3.0よりjavax.media.openglから完全に移行している。

## 開発状況
2015年8月現在、JOGLはデスクトップ向けOpenGLバージョン1.0 - 4.5、モバイル向けESバージョン1.0 - 3.1、そしてEGLバージョン1.0 - 1.5に対応している。またほぼ全ての機能拡張も使える。
JOGLバージョン2.4.0ではOpenGLの後継APIであるVulkanへ対応予定。